# HK XM8
Das XM8 ist ein Sturmgewehr von Heckler & Koch auf Basis des HK G36. Das XM8 wurde entwickelt, nachdem das OICW-Programm der US-Army in drei Teile aufgespalten wurde, und lief anfangs unter der Bezeichnung OICW Increment I. Aufgrund von politischen Bedenken der Projektverantwortlichen wurde das Gewehr aber nicht beschafft.

## Geschichte

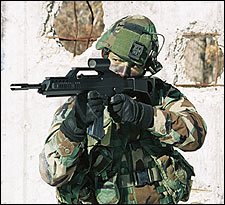
XM8 vor der Designänderung

Nachdem sich das Firmenkonsortium aus ATK, HK und Brashear LP 1998 mit seinem OICW-Entwurf gegen das Konkurrenzprodukt von AAI, FN und Raytheon durchgesetzt hatte, begann die Entwicklung der als HK XM29 bezeichneten Waffe. Da das Gewicht von maximal 6,35 kg für eine geladene Waffe nicht eingehalten werden konnte und der Bedarfsträger Zweifel an der Effektivität der XM1018-Granate anmeldete, wurde das OICW-Programm 2004 in drei Teile aufgeteilt. OICW Increment I sollte ein modernes Sturmgewehr in die Truppe einführen (HK XM8) und OICW Increment II sollte einen Airburst-Granatwerfer hervorbringen (HK XM25). Die Zusammenführung beider Komponenten sollte dann als OICW Increment III erfolgen.
Folglich wurde der OICW-Vertrag modifiziert und Heckler & Koch mit der Entwicklung einer Waffenfamilie im Kaliber 5,56 × 45 mm beauftragt. Die Familie sollte aus einem Sturmgewehr, einem Kompaktsturmgewehr, einem leichten Maschinengewehr und einem Gruppenscharfschützengewehr bestehen. Heckler & Koch verwendete das G36C als Entwicklungsbasis, mit der flachen Picatinny-Schiene auf der Waffe und einem Visier am hinteren Ende. Der Vorderschaft wurde auf allen vier Seiten mit Aluminium-Montageschienen ausgerüstet. Das Sturmgewehr besaß einen längeren Lauf (vergleichbar mit G36K), der durch die Gehäuseverlängerung teilweise abgedeckt wurde. Die Schulterstütze des G36 wurde übernommen und alternativ eine ausziehbare Variante konstruiert. Unter den Lauf konnte ein HK AG36 montiert werden. Obwohl die Waffe weniger als 120 Tage nach der Vertragsänderung fertiggestellt wurde und sie die Anforderungen der US Army vollumfänglich erfüllte, wurde sie von dem Verantwortlichen James R. Moran mit der Begründung abgelehnt, dass sie zu sehr nach dem deutschen G36 aussähe.
Das HK-Team um Ernst Mauch entschied sich daraufhin, die Technik des G36 weitestgehend zu erhalten, aber ein neues Gehäuse designen zu lassen. Um die gehobenen Ansprüche des Bedarfsträgers zu befriedigen, wurde das Uedelhoven Studio beauftragt, das unter anderem für Audi Automobildesigns kreiert. Das Designbüro entwarf sieben Konzepte, wovon Moran das heute bekannte auswählte. Das XM8 wurde leicht modifiziert, unter anderem wurden statt der Picatinny-Schienen die Picatinny Combat Attachment Points (PCAP) als Montagesystem verwendet, erkennbar an den kleinen Löchern im Vorderschaft. Das neue Montagesystem ermöglichte eine Gewichtsreduzierung von 1 lbs (0,45 kg) und eine Kostenreduzierung von 300 US-Dollar pro Waffe. Neben weiteren kleinen Verbesserungen an Waffe und Visier wurde aber die Technik des G36 beibehalten.
Als das US Special Operations Command (USSOCOM) Ende 2003 den Auftrag für das Spezialkräfte-Sturmgewehr SCAR (englisch Special Operations Forces Combat Assault Rifle) ausschrieb, bewarb sich neben Heckler & Koch auch FN. Beide Firmen traten bereits im OICW-Programm gegeneinander an. HK nahm mit einem XM8 an der SCAR-L Ausschreibung teil. Diese Waffe sah dem ursprünglichen XM8/G36 sehr ähnlich, da wieder Picatinny-Schienen verlangt wurden. Konsequenterweise wurde das Angebot bereits fünf Tage nach seiner Einreichung abgelehnt. FN reichte das FN SCAR Mk16/17 ein und gewann schließlich im Jahr 2004 konkurrenzlos. Die in der Ausschreibung noch vorgesehene Version im Kaliber 7,62 × 39 mm wurde jedoch fallengelassen und ab 2010 wurde auch die 5,56-mm-Version Mk-16 nicht mehr beschafft, sodass FN nur wenige SCAR absetzen konnte. Verbleibende Exemplare wurden bis 2013 ausgesondert.
2005 schrieb die Army eine formale Aufforderung zur Angebotsabgabe (RFP) für die Waffenfamilie OICW Increment I aus. Den Herstellern wurden sechs Monate eingeräumt, um Waffen mit XM8-ähnlichen Leistungsanforderungen einzureichen. Auch ein leichtes Maschinengewehr mit Wechselläufen und hoher dauerhafter Feuerrate sollte dabei sein. Da kein Hersteller die Anforderung, Sturm- und Maschinengewehr in einem Familienkonzept zu vereinen, erfüllen konnte, wurde der RFP am 19. Juli 2005 für acht Wochen eingefroren. Am 31. Oktober 2005 wurde OICW Increment I kommentarlos gestrichen. Trotz einer Investition von 50 Millionen US-Dollar seit dem Beginn des OICW-Programms wurde das Projekt nicht weiterverfolgt. Heckler & Koch vermarktet seitdem parallel zum G36 ein der AR-15-Familie ähnelndes Gewehr unter der Bezeichnung HK416 beziehungsweise HK417.
Einen kleinen Einblick in das Potential der XM8/G36-Familie gewährte ein Vergleichstest zwischen dem XM8, dem HK416, dem FN SCAR und dem Colt M4, der Ende 2007 von der US Army veranstaltet wurde. Dabei wurden mit zehn Waffen eines jeden Typs unter schweren Wüstenbedingungen (Heavy Dust Test) 60.000 Schuss abgefeuert. Während das M4 882 Mal versagte, schnitten HK416 und FN SCAR mit 233 und 226 Ladehemmungen wesentlich besser ab. Das HK XM8 erzielte mit nur 127 Ladehemmungen das beste Ergebnis. Die Army erklärte daraufhin, dass die extremen Bedingungen nicht die Zuverlässigkeit in typischen Operationsbedingungen widerspiegeln würden.

## Technik

### Aufbau
(→ siehe auch G36/Aufbau)

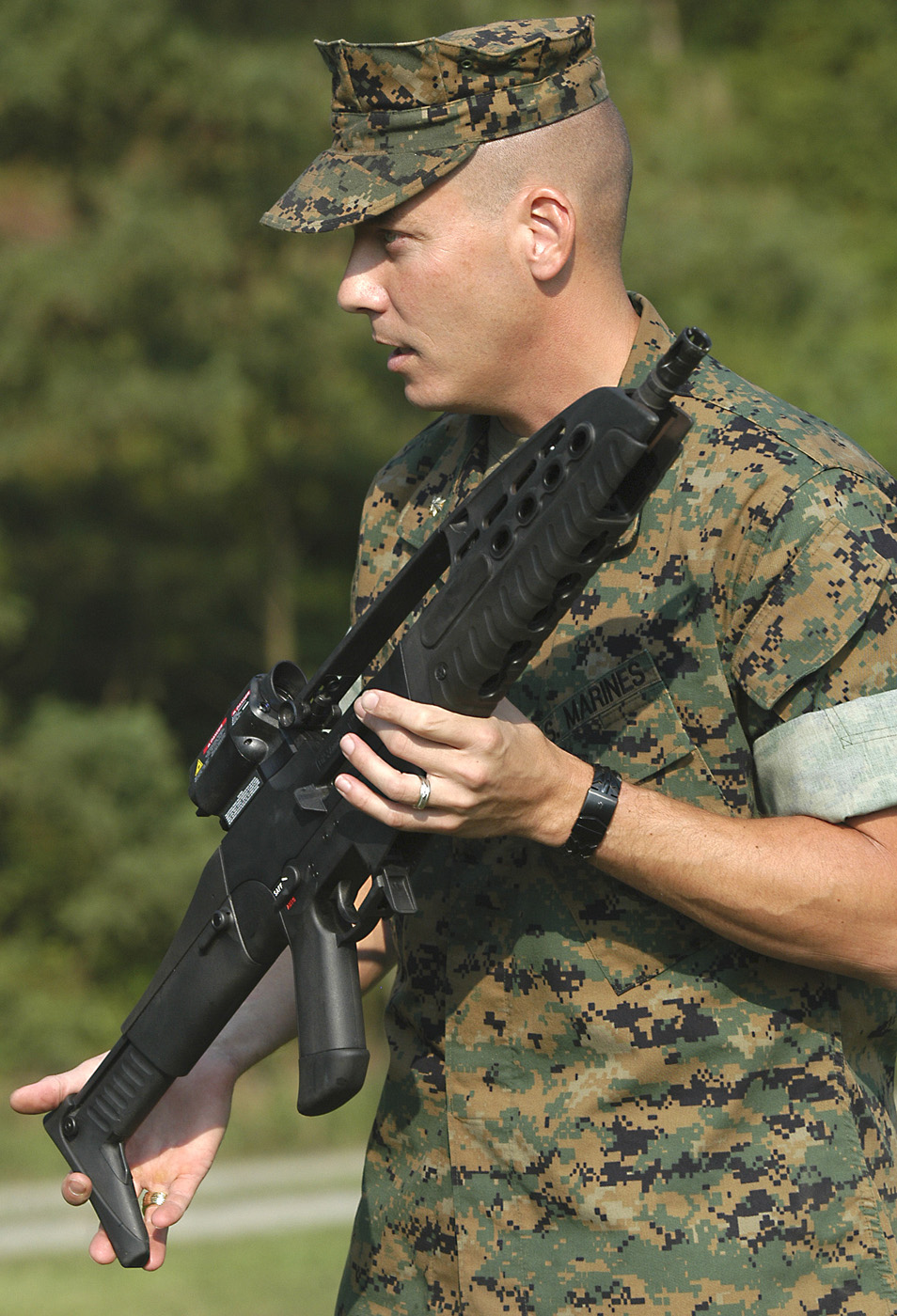
Soldat des Marine Corps mit XM8

Die Waffe ist ein aufschießender indirekter Gasdrucklader mit Drehkopfverschluss, wobei der Repetiermechanismus wie beim G36 vom Armalite AR-18 abgeleitet wurde. Der Aufbau des XM8 entspricht fast exakt dem des G36, im Folgenden werden deshalb nur die wesentlichen Unterschiede zwischen den beiden Waffen dargestellt:
Die Laufaufnahme besteht hier ebenfalls aus Stahl und wird in das von außen sichtbare Kunststoffgehäuse eingebacken. Im Unterschied zum G36 besitzt die Waffe im Gehäuse keine Führungsschienen für den Verschlussträger, dieser wird durch die Gehäusewände aus faserverstärktem Kunststoff geführt. Der Polygonlauf der Waffe ist kaltgehämmert und aus Korrosionsschutzgründen innen verchromt, die Dralllänge beträgt wie beim G36 178 mm. Da sich das Geschoss im Polygonlauf wegen des Fehlens der scharfen Übergänge zwischen den Feldern und Zügen besser ans Laufprofil anpasst, sind Gasverluste zwischen Geschoss und Lauf wesentlich geringer, was gegenüber dem G36 bei gleicher Lauflänge zu einer höheren Mündungsgeschwindigkeit führt. Die Zielvorgabe der Army war, dass der Lauf mindestens 20.000 Schuss aushalten soll, bevor er erneuert werden muss, wobei die Waffe über 30.000 Schuss erreichte. Beim M4/M16 ist der Lauf bereits nach 7000 bis 8000 Schuss verschlissen. Wenn beim G36 nach dem Leerschießen eines Magazins der Verschlussträger automatisch in offener Position stehen bleibt, muss nach dem Magazinwechsel der Verschluss zurückgezogen und über den Fangstollen freigegeben werden, so dass dieser nach vorne schnappt und die Waffe einsatzbereit ist. Beim XM8 wurde diese Prozedur abgekürzt, indem am vorderen unteren Ende des Abzugsbügels ein Hebel eingebaut wurde, der mit dem gestreckten Zeigefinger heruntergedrückt werden kann und dann den Verschlussträger freigibt. Das Repetieren am Verschluss entfällt somit. Es stehen die Feuermodi Einzelschuss, Drei-Schuss-Feuerstoß und Vollautomatik zur Verfügung.
Eine Gewichtsreduzierung an Bauteilen – besonders solchen aus Stahl – und die neuen Picatinny Combat Attachment Points (PCAP) führten zu einer deutlichen Gewichtsreduzierung der Waffe. Ein weiterer Vorteil der PCAPs war, dass Visiere und andere Montagebauteile nach dem Entfernen und Anbauen nicht neu justiert werden mussten. Obwohl es Adapter gab, um Picatinny-Schienen an den PCAPs zu befestigen, wurden später Varianten entwickelt, die standardmäßig Picatinny-Schienen besaßen. Diese wurden als XM8-R bezeichnet. Die ersten Prototypen des XM8-Sturmgewehrs wogen 6,4 Pfund (2,88 kg), das Zielgewicht lag bei 5,7 Pfund (2,56 kg).

### Zielhilfen
Die Sturm-, Kompaktsturm- und Maschinengewehr-Version waren mit einem Insight Tech-Gear ISM-IR-Reflexvisier ausgerüstet. Die Gruppenscharfschützenvariante war mit einer Advanced Magnified Optic (AMO) mit vierfacher Vergrößerung ausgerüstet. Diese basierte auf dem Tech-Gear ISM-IR, besaß aber statt des Reflexvisiers ein eingebautes Zielfernrohr. Die restlichen Features waren identisch.

### Baugruppen und Zubehör

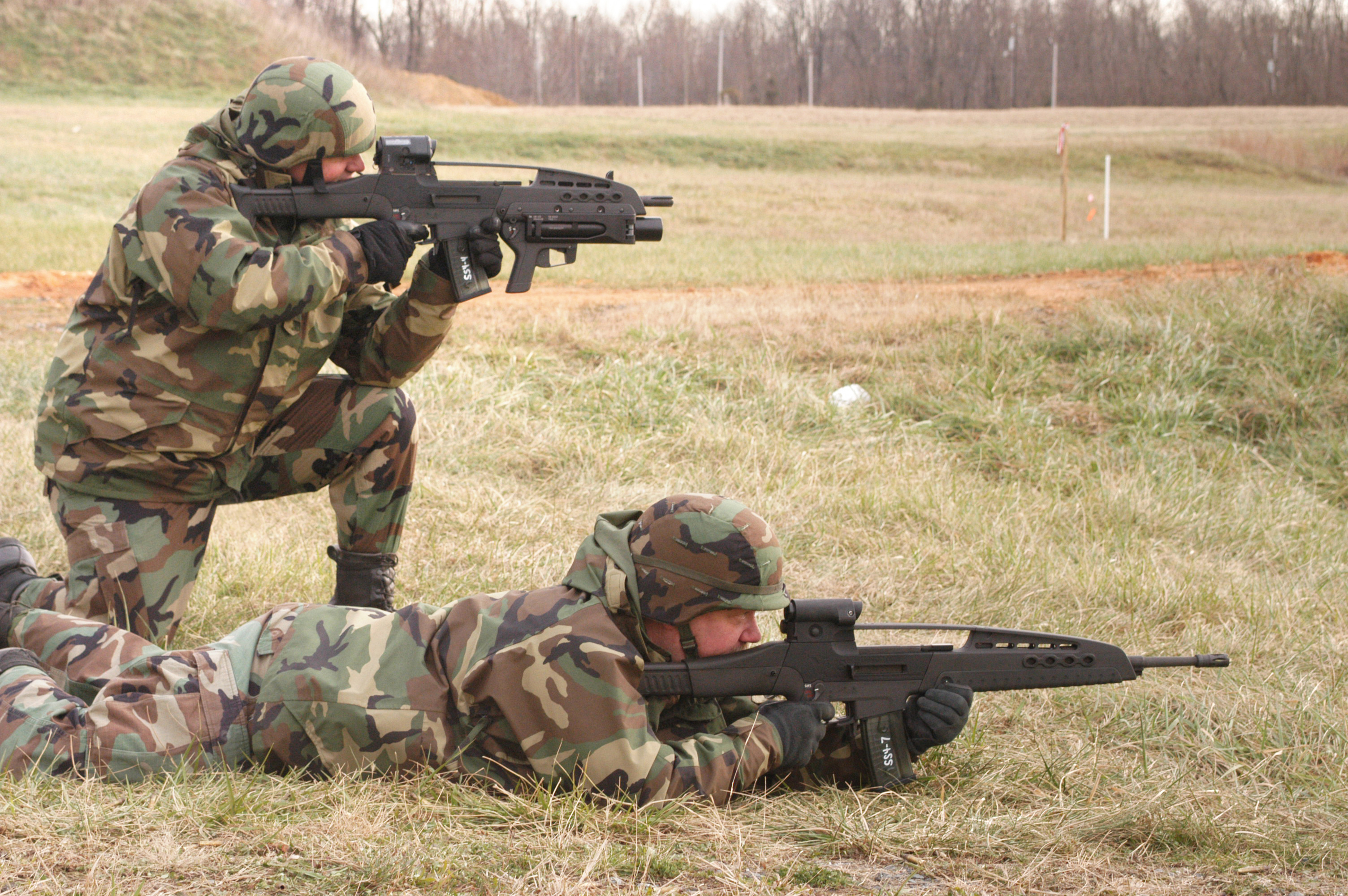
Carbine mit XM320 und Sharpshooter

Wie die meisten Infanteriewaffen kann das XM8 mit einfachen Handgriffen in seine sechs Baugruppen – plus die Visiereinrichtung, welche über PCAPs abnehmbar ist – zerlegt werden (sogenannter Field strip). Einige Baugruppen sind wiederum in ihre einzelnen Bauteile zerlegbar. Die beim G36 getrennten Bauteile Griffstück, Magazinhalter und Magazinschacht wurden von Heckler & Koch zu einem unteren Gehäuseteil zusammengefasst, ebenso wurde der Tragebügel am Gehäuse fixiert und das Bodenstück mit Schließfeder in die Schulterstütze integriert:
- Gehäuse mit fixem Tragebügel, Lauf und Anbauteilen
  - Rohr, Gasantrieb (Gaskolben, Antriebsstange), Mündungsfeuerdämpfer
- Handschutz
- Unteres Gehäuse mit Griff, Abzugsgruppe und Magazinschacht
- Stangenmagazin
- Schulterstütze oder Endplatte mit Schließfeder
- Verschluss
  - Verschlussträger, Sicherungsbolzen, Schlagbolzen, Steuerungsbolzen, Verschlusskopf
- Visiereinrichtung

Das XM8 kann noch mit weiteren Anbauteilen ausgerüstet werden. Abgesehen von Zielhilfen sind dies der XM320-Anbaugranatwerfer und das M26 Modular Accessory Shotgun System. Die ersten Modelle des XM8 konnten noch den HK AG36 anmontieren, später wurde eine eigene Version entwickelt, der XM320. Zum Anbau muss wie beim G36 der Vorderschaft gewechselt werden. Inzwischen ist der M320 auch Picatinny-tauglich und stand-alone-fähig. Leistungsmäßig ergibt sich zum AG36 kein Unterschied; wie dieser kann auch er moderne 40-mm-Granaten mit Überlänge oder Medium-Velocity-Munition verschießen. Das M26 ist eine Unterlaufschrotflinte, die vor allem im Häuserkampf verwendet wird. Da das System nur angedacht war, wurde hier kein Vorderschaft mit integrierter Waffe gefertigt.

## Modellvarianten

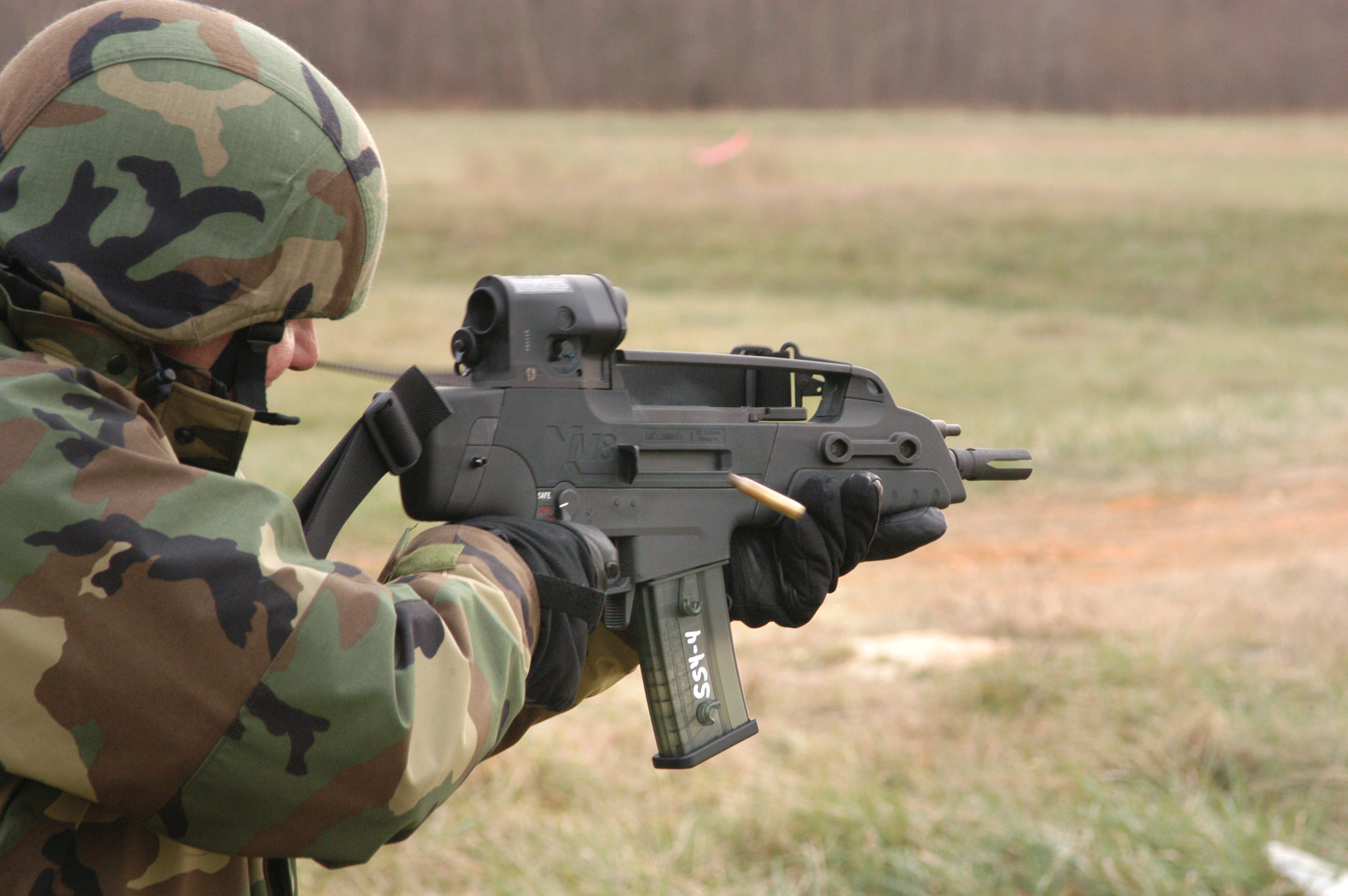
XM8 Compact ohne Schulterstütze

| Variante            | Gesamtlänge mm | Lauflänge mm | Höhe mm | Breite mm | Gewicht kg | Visier           | Magazin (Schuss)          |
| ------------------- | -------------- | ------------ | ------- | --------- | ---------- | ---------------- | ------------------------- |
| XM8 Carbine         | 838            | 318          | ≈320    | 64        | 2,7        | Tech-Gear ISM-IR | Stange (30) Trommel (100) |
| XM8 Compact         | 748            | 228          | ≈320    | 64        | ≈2,5       | Tech-Gear ISM-IR | Stange (30) Trommel (100) |
| XM8 Automatic Rifle | 1028           | 508          | ≈320    | 64        | ≈3,4       | Tech-Gear ISM-IR | Stange (30) Trommel (100) |
| XM8 Sharpshooter    | 1028           | 508          | >320    | 64        | ≈3         | Tech-Gear AMO    | Stange (30) Trommel (100) |
| 1. 2.               |                |              |         |           |            |                  |                           |